# Schuppenfrüchtige Gelb-Segge
Die Schuppenfrüchtige Gelb-Segge (Carex lepidocarpa), auch Schuppenfrüchtige Segge, Kleinfrüchtige Gelbe Segge oder Schuppen-Segge genannt, ist eine Pflanzenart aus der Gattung Seggen (Carex) innerhalb der Familie Sauergrasgewächse (Cyperaceae). Sie auf der Nordhalbkugel von Europa bis Nordwestafrika und im östlichen Kanada verbreitet.

## Beschreibung

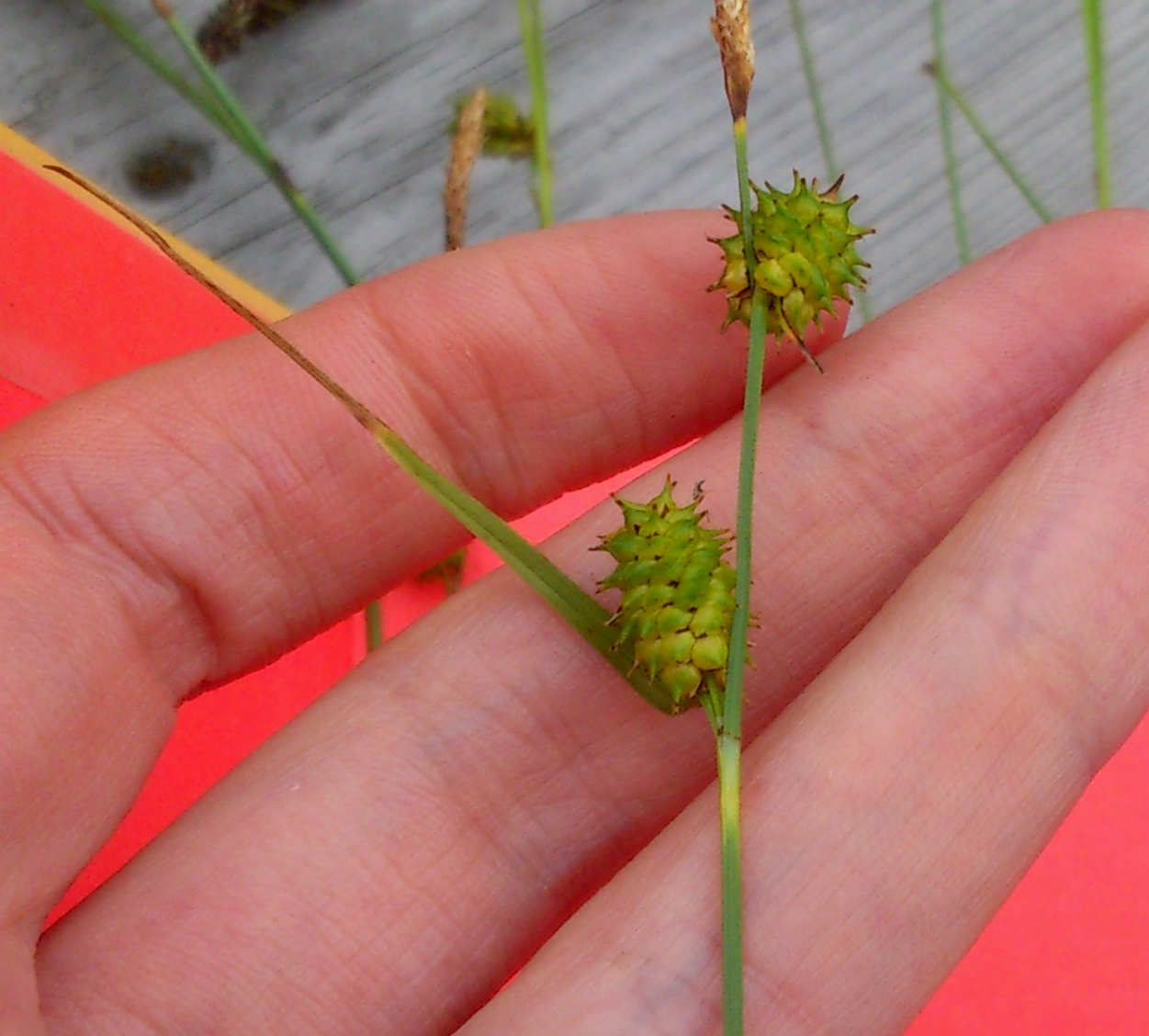
Blütenstand mit oben männlichen und unten weiblichen Ährchen

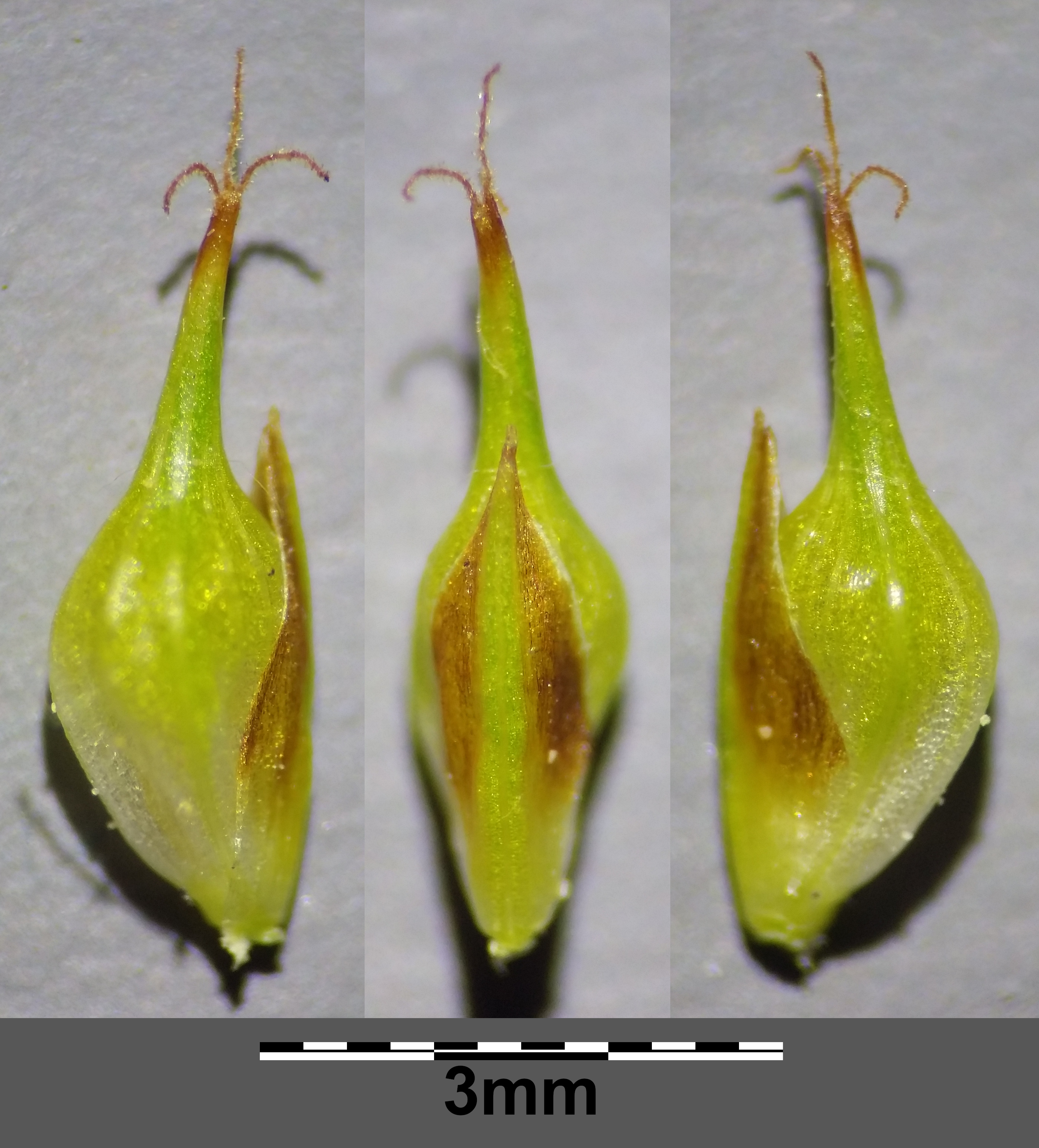
Schläuche

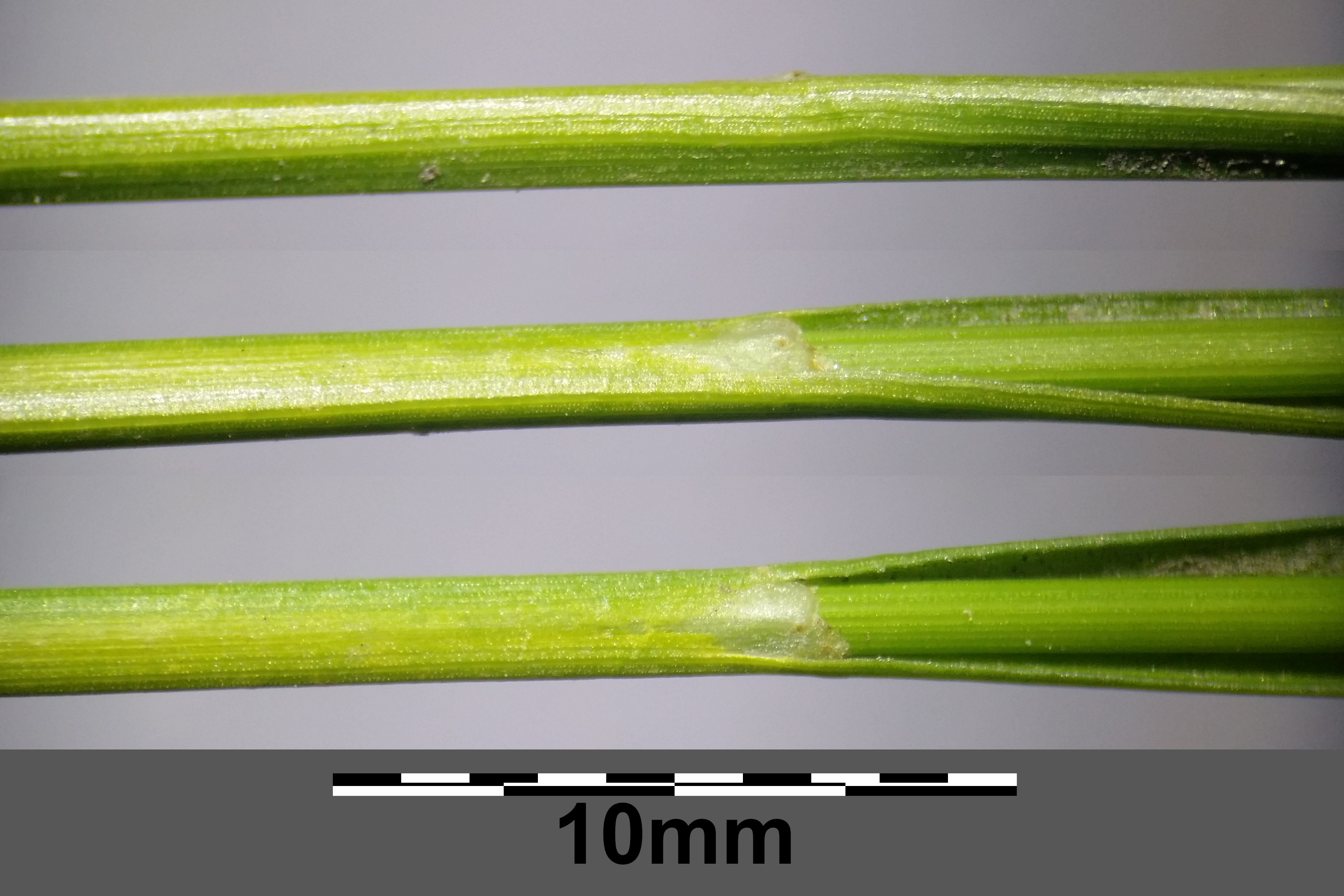
Stängel und Blattscheide

### Vegetative Merkmale
Carex lepidocarpa ist eine sommergrüne, ausdauernde krautige Pflanze und erreicht Wuchshöhen von 20 bis 50, selten bis zu 75 Zentimetern. Sie bildet kleine, lockere oder feste Horste aus. Die oberirdischen Pflanzenteile sind hell- bis gelb-grün. Die grundständigen Blattscheiden sind strohfarben bis hell-braun. Die Laubblätter sind 2 bis 3 Millimeter breit.

### Generative Merkmale
Die Blütezeit liegt im Mai und Juni. Die Hüllblätter des 5 bis 10 Zentimeter langen Blütenstandes sind laubblattartig und stehen zumeist schräg ab. Am oberen Ende des Blütenstandes befindet sich ein endständiges, gestieltes männliches Ährchen, darunter entfernt gibt es ein oder zwei seitliche weibliche Ährchen. Die weiblichen Ährchen sind 7 bis 15 Millimeter lang und 7 bis 10 Millimeter breit; sie sind meist sitzend, nur das unterste Ährchen ist lang gestielt. Die männlichen Ährchen sind deutlich schlanker und sind 10 bis 25 Millimeter lang und 2 bis 3 Millimeter breit. Ihre Spelzen sind bei einer Länge von 3 bis 3,5 Millimetern lanzettlich, rot-braun mit grünem Mittelstreifen. Die Spelzen der weiblichen Blüten sind bei einer Länge von 2,5 bis 4 Millimetern eiförmig-lanzettlich mit spitzem oberen Ende, rot-braun mit grünem Mittelstreifen und weißhäutigen Rändern; sie fallenbald ab. Die 4,5 Millimeter großen Schläuche sind im unreifen Zustand zunächst grün, später verfärben sie sich in ein charakteristisches Gelb-grün; sie verschmälern sich rasch in einen 2 Millimeter langen, zweizähnigen, deutlich abwärts gekrümmten Schnabel; sie sind abstehend, verkehrt-eiförmig, schief, wenig aufgeblasen, dreikantig und deutlich längsnervig. Der Fruchtknoten trägt drei Narben.
Die Frucht ist verkehrt-eiförmig, dreikantig und braun.
Die Chromosomenzahl beträgt 2n = 68.

## Vorkommen und Gefährdung
Das Verbreitungsgebiet von Carex lepidocarpa umfasst Europa bis Nordafrika und das östliche Kanada.
Carex lepidocarpa ist in weiten Teilen Europas verbreitet. Sie kommt in fast allen Ländern Europas vor und fehlt nur in Portugal, Island, Litauen, Lettland, Moldau, Nordmazedonien und Griechenland. In Deutschland kommt sie nur zerstreut bis wenig verbreitet vor. Sie steigt in Graubünden im Torfmoor Plaun da Staz bis einer Höhenlage von 2020 Meter auf, im Kanton Wallis bei Zermatt bis 2310 Meter.
Sie besiedelt meist nährstoffarme, kalkreiche Nieder- und Quellmoore sowie Moorwälder. Sekundär kommt sie auch auf nassen Wiesen, an Bächen und in Gräben vor. Sie ist eine schwache Charakterart des Juncetum alpini aus dem Verband Caricion bicolori-atrofuscae, sie kommt aber auch in Pflanzengesellschaften des Verbands Caricion davallianae vor.
Die ökologischen Zeigerwerte nach Landolt et al. 2010 sind in der Schweiz: Feuchtezahl F = 4+w+ (nass aber stark wechselnd), Lichtzahl L = 4 (hell), Reaktionszahl R = 4 (neutral bis basisch), Temperaturzahl T = 3+ (unter-montan und ober-kollin), Nährstoffzahl N = 2 (nährstoffarm), Kontinentalitätszahl K = 2 (subozeanisch).
Ihre Bestände in Deutschland sind auf Grund der Zerstörung ihrer Lebensräume wie Abbau und Abgrabung von Mooren rückläufig. Deutschlandweit wurde sie 1996 auf der Roten Liste der gefährdeten Gefäßpflanzen und unverändert in der Roten Liste nach Roten Liste Metzing et al. 2018 in Gefährdungskategorie 3 als „gefährdet“ eingestuft. In der Schweiz gilt sie als „nicht gefährdet“ (LC).

## Systematik
Die Erstbeschreibung von Carex lepidocarpa erfolgte 1834 durch Ignaz Friedrich Tausch in Flora, Band 17, S. 179. Das Artepitheton "lepidocarpa" bedeutet „mit schuppigen Früchten“. Synonyme für Carex lepidocarpa Tausch sind: Carex flava subsp. brachyrrhyncha Čelak., Carex flava var. lepidocarpa (Tausch) Godr., Carex flava subsp. lepidocarpa (Tausch) Andersson, Carex flava subsp. lepidocarpa (Tausch) Nyman nom. superfl.,Carex viridula subsp. brachyrrhyncha (Čelak.) B.Schmid, Carex viridula var. lepidocarpa (Tausch) B.Schmid.
Die Art Carex lepidocarpa gehört zum Artenkomplexes Carex flava agg.
Von Carex lepidocarpa Tausch gibt es seit 2017 etwa fünf Unterarten:
- Carex lepidocarpa subsp. ferraria Jim.-Mejías & Martín-Bravo: Sie wurde 2017 aus Marokko erstbeschrieben.[6]
- Carex lepidocarpa subsp. jemtlandica Palmgr. (Syn.: Carex jemtlandica (Palmgr.) Palmgr., Carex flava subsp. jemtlandica (Palmgr.) P.D.Sell, Carex viridula var. jemtlandica (Palmgr.) Blackst. & P.A.Ashton): Sie kommt in Norwegen, Schweden, Finnland, Estland und im nordwestlichen europäischen Russland vor.[6]
- Carex lepidocarpa Tausch subsp. lepidocarpa (Syn.: Carex lipsiensis Peterm., Carex pyriformis Tausch ex F.W.Schultz, Carex oederi var. elatior Gaudin, Carex oederi var. major Boeckeler, Carex flava var. minor Peterm. nom. illeg., Carex flava var. elatior Schltdl., Carex flava var. laevigata Peterm., Carex flava var. polystachya Gaudin, Carex flava var. nelmesiana (Raymond) B.Boivin, Carex flava subsp. brachyrhyncha Celak., Carex lepidocarpa var. pseudolepidocarpa Kneuck., Carex lepidocarpa var. cylindrostachys Neuman, Carex lepidocarpa var. sphaerostachys Neuman, Carex lepidocarpa var. nelmesiana Raymond, Carex lepidocarpa var. turgida Palmgr. & Florstr., Carex jemtlandica var. gotlandiae Palmgr., Carex jemtlandica var. kainuensis Palmgr., Carex viridula subsp. brachyrhyncha (Celak.) B.Schmid, Carex viridula var. elatior (Schltdl.) Crins): Sie kommt von Europa bis Nordwestafrika und im östlichen Kanada vor.[5]
- Carex lepidocarpa subsp. nevadensis (Boiss. & Reut.) Luceño (Syn.: Carex nevadensis Boiss. & Reut., Carex oederi Willk. sensu auct., Carex oederi subsp. nevadensis (Boiss. & Reut.) Nyman, Carex oederi var. nevadensis (Boiss. & Reut.) K.Richt., Carex lepidocarpa var. nevadensis (Boiss. & Reut.) Kük., Carex flava var. nevadensis (Boiss. & Reut.) Briq., Carex mairei subsp. nevadensis (Boiss. & Reut.) Malag., Carex viridula subsp. nevadensis (Boiss. & Reut.) B.Schmid, Carex viridula var. nevadensis (Boiss. & Reut.) Crins): Sie kommt im südöstlichen Spanien vor.[6]
- Carex lepidocarpa subsp. scotica E.W.Davies (Syn.: Carex viridula var. scotica (E.W.Davies) B.Schmid, Carex flava subsp. scotica (E.W.Davies) P.D.Sell): Dieser Endemit kommt nur in Schottland vor.[5]